# Otto Funke (medicinare)

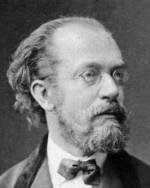
Otto Funke.

Otto Funke, född 27 oktober 1828 i Chemnitz, död 17 augusti 1879 i Freiburg im Breisgau, var en tysk fysiolog.
Funke blev medicine doktor på en avhandling om blod i mjälten 1851. Han blev privatdocent i Leipzig 1852, extra ordinarie professor i fysiologisk kemi där 1853. Han förflyttades 1860 till Freiburg im Breisgau som professor i fysiologi och zoologi. 
Funke författade talrika arbeten om bland annat mjältvenblodet, hemoglobinkristaller, chyluskapillärerna, svettning, muskeltrötthet och curare. Av hans skrifter kan särskilt nämnas Lehrbuch der Physiologie (tre band, sjunde upplagan utgiven av Grünhagen 1884–1887) och Atlas der physiologische Chemie (1853, andra upplagan 1858).